# Integrative Biology
Integrative Biology is een internationaal, aan collegiale toetsing onderworpen wetenschappelijk tijdschrift op het gebied van de celbiologie. Het wordt uitgegeven door de Britse Royal Society of Chemistry en verschijnt maandelijks. Het eerste nummer verscheen in 2008.